# Hat Full of Stars Tour
Hat Full of Stars Tour es la cuarta gira por Cyndi Lauper. Viajó muy poco para esta gira. Viajó a Estados Unidos, Canadá, Japón, Singapur y Taiwán en 1993 y 1994. En los Estados Unidos y Canadá cantó todas las canciones de Hat Full of Stars y algunas pistas adicionales. En total, Cyndi Lauper realizó 37 shows.

## Listado de temas
1. "That's What I Think"
2. "Product of Misery"
3. "Who Let In the Rain"
4. "Lies"
5. "Broken Glass"
6. "Sally's Pigeons"
7. "Feels Like Christmas"
8. "Dear John"
9. "Like I Used To"
10. "Someone Like Me"
11. "A Part Hate"
12. "Hat Full of Stars"
13. "Girls Just Want to Have Fun" (Versión Reggae)
14. "True Colors"
15. "Change of Heart"

### Cambios
- "Iko Iko" fue interpretado en conciertos seleccionados de Norteamérica.
- "She Bop", "Time After Time" y "Money Changes Everything" fueron interpretados en Asia.

## Fechas
| Date                    | City                    | Country        | Venue                |
| ----------------------- | ----------------------- | -------------- | -------------------- |
| North America           |                         |                |                      |
| 15 de mayo de 1993      | New York, NY            | Estados Unidos | The Roxy             |
| 17 de mayo de 1993      | Dallas, TX              | Estados Unidos | Trees                |
| 18 de mayo de 1993      | Houston, TX             | Estados Unidos | Tower Theater        |
| 19 de mayo de 1993      | New Orleans, LA         | Estados Unidos | Tipitina’s           |
| 21 de mayo de 1993      | Atlanta, GA             | Estados Unidos | Variety Playhouse    |
| 22 de mayo de 1993      | Norfolk, VA             | Estados Unidos | The Boathouse        |
| 24 de mayo de 1993      | Baltimore, MD           | Estados Unidos | Hammerjack's         |
| 25 de mayo de 1993      | Philadelphia, PA        | Estados Unidos | Chestnut Cabaret     |
| 26 de mayo de 1993      | New York, NY            | Estados Unidos | Irving Plaza         |
| 28 de mayo de 1993      | Boston, MA              | Estados Unidos | Paradise Rock Club   |
| 3 de junio de 1993      | New York, NY            | Estados Unidos | The Roxy             |
| 4 de junio de 1993      | Los Angeles, CA         | Estados Unidos | Henry Fonda Theater  |
| 5 de junio de 1993      | San Francisco, CA       | Estados Unidos | Slims                |
| 7 de junio de 1993      | San Juan Capistrano, CA | Estados Unidos | Coach House          |
| 8 de junio de 1993      | Ventura, CA             | Estados Unidos | Ventura Theater      |
| 16 de junio de 1993     | Englewood, CO           | Estados Unidos | Gothic Theater       |
| 18 de junio de 1993     | Minneapolis, MN         | Estados Unidos | First Avenue         |
| 19 de junio de 1993     | Chicago, IL             | Estados Unidos | Park West            |
| 20 de junio de 1993     | Pontiac, MI             | Estados Unidos | The Industry         |
| 22 de junio de 1993     | Cincinnati, OH          | Estados Unidos | Bogart's             |
| 23 de junio de 1993     | Toronto                 | Canadá         | Opera House          |
| 5 de diciembre de 1993  | Palm Springs, CA        | United States  | Mc Callum Theater    |
| 6 de diciembre de 1993  | Redondo Beach, CA       | United States  | The Strand           |
| Asia                    |                         |                |                      |
| 12 de diciembre de 1993 | Tokio                   | Japón          | NHK Hall             |
| 13 de diciembre de 1993 | Tokio                   | Japón          | Gotanda U - Port     |
| 14 de diciembre de 1993 | Sendai                  | Japón          | Sendai Sun Plaza     |
| 16 de diciembre de 1993 | Tokio                   | Japón          | Shibuya Kokaido      |
| 17 de diciembre de 1993 | Nagoya                  | Japón          | Century Hall         |
| 20 de diciembre de 1993 | Hiroshima               | Japón          | Mel Parc Hall        |
| 21 de diciembre de 1993 | Fukuoka                 | Japón          | Shimin Kaikan        |
| 22 de diciembre de 1993 | Kobe                    | Japón          | Kokusai Kaikan       |
| 24 de diciembre de 1993 | Nagoya                  | Japón          | Hilton Hotel         |
| 25 de diciembre de 1993 | Matsumoto               | Japón          | Bunka Kaikan         |
| 28 de diciembre de 1993 | Singapore City          | Singapur       | Harbour Pavilion     |
| 31 de diciembre de 1993 | Taipéi                  | Taiwán         | TICC Hall            |
| 1 de enero de 1994      | Taipéi                  | Taiwán         | TICC Hall            |
| 3 de enero de 1994      | Tokio                   | Japan          | Shibuya Club Quattro |
| 5 de enero de 1994      | Tokio                   | Japan          | Gotanda U - Port     |

- Datos: Q5680787